# Rue Paul-Crampel
La rue Paul-Crampel est une voie située dans le quartier du Bel-Air du 12e arrondissement de Paris.

## Situation et accès
La rue Paul-Crampel est accessible à proximité par les lignes de métro 6 à la station Bel-Air.

## Origine du nom
Elle porte le nom de l'explorateur Paul Crampel (1864-1891). 

## Historique
La voie est ouverte sous sa dénomination actuelle en 1902.